# Шахтний пил
Ша́хтний пил — сукупність тонкодисперсних твердих часток органічного або мінерального походження, утворюється в гірничих виробках під час відділення вугілля та породи від масиву, а також транспортування гірничої маси. Пил різного мінерального складу збільшує забрудненість шахтної атмосфери, яка часто значно перевищує гранично допустиму концентрацію.
Пил в шахтному повітрі небажаний через низку причин:
- він шкідливий для здоров'я людини;
- пил деяких корисних копалин (наприклад, кам'яного вугілля або сульфідних руд), знаходячись у зваженому стані, може створювати з повітрям вибухову суміш;
- запилення повітря суттєво зменшує видимість, що, в свою чергу, підвищує загальну небезпеку робіт.

## Біологічна дія
Виробничий пил за дією на організм людини поділяють на отруйний (свинцевий, ртутний та ін.) і неотрутний (вугільний, породний тощо). 
Вражаюча дія пилу визначається: 
- дисперсністю (розміром часток пилу);
- їхньою формою і твердістю;
- волокнистістю;
- питомою поверхнею.

### Захворювання, зумовлені пилом
Шкідливість неотруйного вугільного і породного пилу обумовлена здатністю викликати професійні захворювання легень — пневмоконіози. Пневмоконіоз, спричинений вдиханням запиленого повітря з вільним діоксидом кремнію, називають силікозом, а з вугільним пилом — антракозом.
Згідно з чинними санітарними нормами запиленість повітря в підземних виробках не має перевищувати:
- 1 мг/м³, якщо в породному пилу понад 70% вільного діоксиду кремнію (SiO2);
- 2 мг/м³ при 10-70 % вільного діоксиду кремнію;
- 4 мг/м³, якщо у вугільному пилу від 5 до 10 % вільного діоксиду кремнію;
- 6 мг/м³, якщо у антрацитовому пилу до 5 % вільного діоксиду кремнію;
- 10 мг/м³, якщо вугільний пил вміщує до 5 % вільного діоксиду кремнію.

Якщо неможливо забезпечити ці норми, то робітники зобов'язані працювати в протипилових респіраторах.

## Вибуховий пил

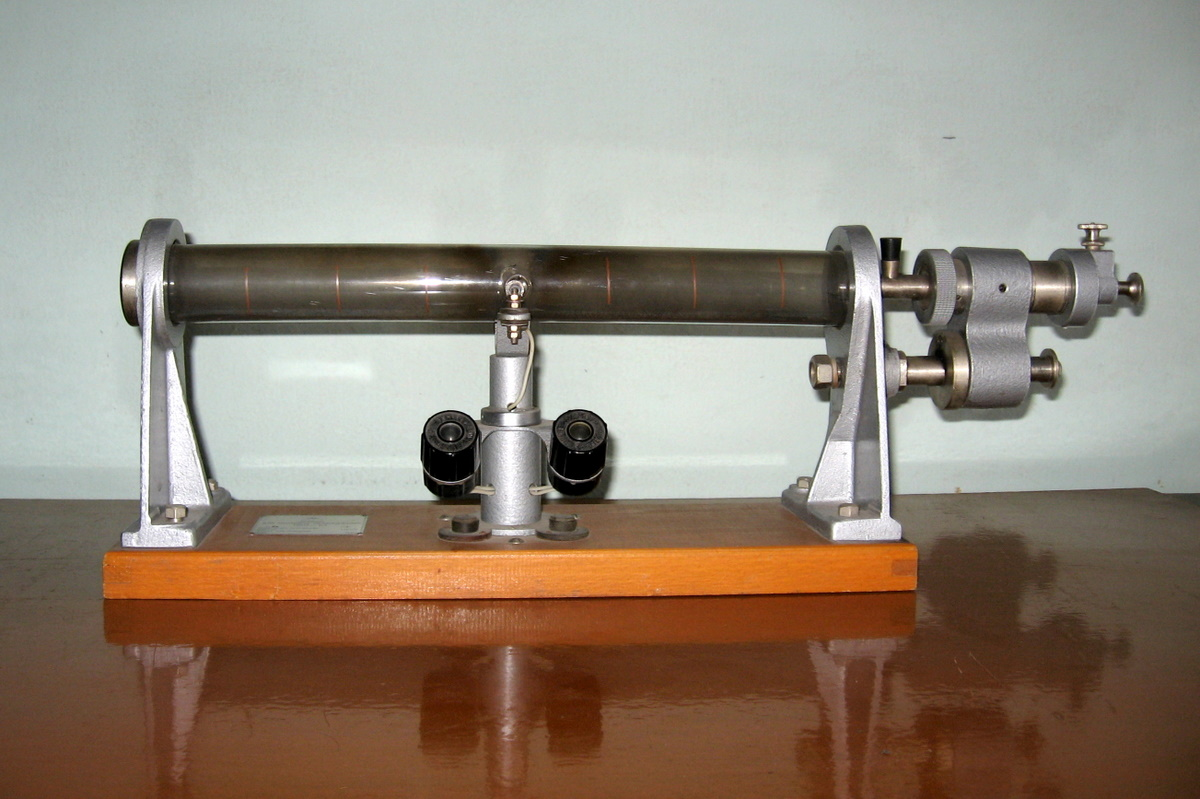
ПКО-1м (прилад для контролю осланцювання)

Вибуховість вугільного пилу залежить від вмісту в ньому летких речовин, зольності, вологості, тонкості та концентрації пилу. Вибуховим вважається вугільний пил, який вміщує понад 10% летких речовин, має зольність і вологість менше 40 %, розмір часток менше 0,1 мм і концентрацію його 10-3000 г/м³. Для визначення вибуховості пилу вугілля кожного пласта, який розробляється, спеціально досліджують за допомогою приладів ПКО-1 або ПКО-1М.
Небезпека виникнення вибуху утворюється за умов:
- наявності в повітрі вибухонебезпечної концентрації пилу, а також пилу, що осів у виробці;
- скупчення метану, який знижує межу вибухової концентрації пилу;
- наявності потенційного джерела запалювання пилогазової суміші.

### Причини вибуху пилу
Безпосередні причини вибуху вугільного пилу — відкрите полум'я, спалах або вибух газу, вибухові роботи, несправність електричних мережа чи устаткування тощо.

## Боротьба з пилом
Для боротьби з вугільним пилом на всіх шахтах проводять комплексне знепилювання згідно з паспортами протипилових заходів, які затверджуються головним інженером шахти.
Наприклад, до таких заходів належать:
- використання машин, які забезпечують мінімальне пилоутворення під час видобутку вугілля;
- попереднє зволоження вугільного пласта;
- зрошення місць пилоутворення і пилу, який осів;
- ефективне провітрювання виробок;
- періодична очищення від пилу відкаточних та вентиляційних виробок;
- розташування скіпових підйомів у стволах із вихідним повітряним струменем.

До профілактичних заходів виникнення джерел запалювання пилу відносять:
- використання запобіжних вибухових речовин та засобів підривання;
- використання вибухобезпечного електрообладнання ;
- сувору заборону відкритого вогню і паління.

Для локалізації або пригнічення вибухів пилу використовують сланцювання виробок і застосування сланцевих заслонів.
Сланцювання виробок — це штучне підвищення зольності пилу на поверхні виробок за рахунок додавання до нього стандартного інертного пилу з вапняку і глинистого сланцю. Використання інертного пилу обумовлене його охолоджуючою дією за рахунок витрати теплової енергії на нагрівання інертного пилу.
Зволожування вугільного масиву — нагнітання води і розчинів змочувальних речовин у вугільний пласт під тиском. Джерела пилоутворення зрошують подачею води в зону руйнування масиву чи на навантажувально-перевантажувальні пункти.
Пиловибухозахист гірничих виробок — це побілка і мокре протирання виробок, зв'язування пилу змочувально-зв'язуючими речовинами, створення у виробках водяних чи туманостворюючих завіс із тонкодисперсованої (розпиленої) води.